# Wrightoporia pouzarii
Wrightoporia pouzarii är en svampart som beskrevs av A. David & Rajchenb. 1987. Wrightoporia pouzarii ingår i släktet Wrightoporia och familjen Bondarzewiaceae.   Inga underarter finns listade i Catalogue of Life.